# Erik Anders Rosenius
Erik Anders (Anton) Rosenius, född den 19 augusti 1814 i Nysätra socken, Västerbottens län, död den 31 maj 1866 i Överkalix socken, var en svensk präst. Han var bror till Carl Olof och Martin Gabriel Rosenius.

## Biografi
Efter skolstudier i Umeå och vid Härnösands gymnasium blev Rosenius 1841 inskriven som student vid Uppsala universitet. Han prästvigdes redan 1842 och blev nådårspredikant i Burträsks församling. Efter tjänstgöring som pastorsadjunkt i Sävars församling från 1844 blev Rosenius 1848 brukspredikant i Robertsfors, som då tillhörde Bygdeå församling. Där utförde han huvuddelen av sin prästerliga livsgärning. Efter att ha avlagt pastoralexamen 1858 kallades Rosenius till extra ordinarie hovpredikant 1861. Samma år förordnades han till folkskoleinspektör i norra delen av det då ännu odelade Härnösands stift och utnämndes till kyrkoherde i Överkalix församling med tillträde 1864. Rosenius deltog i riksdagen 1865–1866 som var den sista med den gamla ståndsriksdagen. Där drabbades han den 27 maj 1866 av ett slaganfall under en predikan i Maria Magdalena kyrka och avled några dagar senare. Rosenius gravsattes på Burträsks kyrkogård. Han var känd som en framstående predikant och författade även tillfällighetsdikter. Av trycket utkom några skrivna med anledning av Holmsunds kapells invigning och publicerade i Umebladet (1863) samt Fältjägarens sång (1864).
Erik Anders Rosenius var son till Anders Rosenius, som sist var komminister i Burträsks församling och tillhörde det västerbottniska nyläseriet; namnet hade han upptagit efter födelseorten Rosvik i Piteå socken. Erik Anders Rosenius gifte sig 1844 i Burträsk med Carolina Edelstam, som var dotter till landshövdingen Gustaf Edelstam. Äktenskapet skall ha mött motstånd i hennes familj på grund av Rosenius familjeanknytning till väckelsen. Änkan bodde kvar i Överkalix efter makens död och avled där 1881. Av barnen blev en dotter gift med Arvid Leijonflycht, som var jägmästare i Gällivare revir och bosatt i Överkalix, en annan dotter gift med kyrkoherden Johan Dixelius i Anundsjö och mor till författarinnan Hildur Dixelius samt en tredje dotter gift med Arvid Montell, som var jägmästare i Bodens revir.